# Ctímene
Ctímene (en grec antic Κτιμένη), segons la mitologia grega, va ser filla de Laertes, rei d'Ítaca, i d'Anticlea.
Va ser educada al costat del porquer Eumeu. Es casà amb Euríloc, que esdevingué el company més fidel d'Ulisses i que va morir durant el retorn a Ítaca. Euríloc va tenir un paper en l'episodi de Circe i en el dels bous del Sol.